# Haiming, Österrike
Haiming är en ort och  kommun i distriktet Imst i förbundslandet Tyrolen i Österrike. 
Kommunen består av sex orter (Ortschaften) (inom parentes invånarantal 1 januari 2024) :

- Brunau (102)
- Haiming (2 566)
- Haimingerberg (346)
- Ochsengarten (130)
- Schlierenzau (143)
- Ötztal-Bahnhof (1 613)